# Halichoeres miniatus
Halichoeres miniatus és una espècie de peix d'aigua salada de la família dels làbrids i de l'ordre dels perciformes.
Els adults poden assolir fins a 12 cm de longitud total. Es troba a l'oest del Pacífic.